# ناتالی پوسا
ناتالی پوزا مائوپائین (اسپانیایی: Nathalie Poza Maupain‎؛ زادهٔ ۷ مارس ۱۹۷۲) بازیگر اهل اسپانیا است.
از فیلم‌ها یا برنامه‌های تلویزیونی که وی در آن نقش داشته‌است، می‌توان به دوران سخت، کلیسای بزرگ دریا، کارلوس، پادشاه امپراتور، جولیتا و ترومن اشاره کرد.